# Olešná (Eslováquia)
Olešná é um município da Eslováquia, situado no distrito de Čadca, na região de Žilina. Tem 19,77 km² de área e sua população em 2018 foi estimada em 1.937 habitantes.

## Demografia
| Ano:        | 1994 | 2004   | 2014   | 2024   |
| ----------- | ---- | ------ | ------ | ------ |
| Broj ljudi: | 2184 | 2047   | 1949   | 1890   |
| Razlika:    |      | -6,27% | -4,78% | -3,02% |

| Ano:               | 2023 | 2024   |
| ------------------ | ---- | ------ |
| Número de pessoas: | 1900 | 1890   |
| Diferença:         |      | -0,52% |